# Sociedad Gimnástica Española de San José
|  | No s'ha de confondre amb Real Sociedad Gimnástica Española. |

La Sociedad Gimnástica Española fou un club costa-riqueny de futbol de la ciutat de San José.
Va ser fundat el 1911 i debutà a primera divisió el 17 de juliol de 1921 on jugà durant 39 temporades fins a la seva darrera temporada el 1961.
Fou set cops segon classificat de lliga, els anys 1921, 1928, 1930, 1933, 1937, 1938, 1942.